# Kaluza-Klein-Kompaktifizierung

Wird die kompaktifizierte Dimension hinreichend klein, so wird aus einer Theorie, die auf definiert ist, eine effektive Theorie über

Unter Kaluza-Klein-Kompaktifizierung (auch kurz Kompaktifizierung, wenn keine Verwechslungsgefahr mit dem mathematischen Begriff besteht) versteht man in der Theoretischen Physik die Reduktion einer höherdimensionalen Theorie auf eine niedrigerdimensionale.
Die Bezeichnung geht auf die Kaluza-Klein-Theorie zurück, bei der aus einer fünfdimensionalen Theorie sowohl die vierdimensionalen Einsteinschen Feldgleichungen als auch die Maxwell-Gleichungen hervorgehen. Der Begriff wird aber insbesondere bei der Reduktion der 26-dimensionalen bosonischen oder der 10-dimensionalen supersymmetrischen Stringtheorie auf eine vierdimensionale effektive Theorie oder bei der Reduktion der elfdimensionalen Supergravitation auf eine 10-dimensionale Theorie verwendet.
Bei der Kaluza-Klein-Kompaktifizierung werden zunächst die überflüssigen Dimensionen z. B. durch Ergänzung eines Punktes {\displaystyle \infty } im topologischen Sinne kompaktifiziert. Danach werden diese kompakten Dimensionen „geschrumpft“, so dass sie in die Größenordnung der Planck-Länge gelangen. Die resultierende effektive Theorie nimmt von diesen Dimensionen dann nur noch Windungszahlen wahr.

## Quantenfeldtheorie
Eine beliebige zweidimensionale Quantenfeldtheorie mit einem Skalarfeld {\displaystyle X} und einem Potential {\displaystyle V(X)} hat eine universelle Eigenschaft, ursprünglich von Campos Delgado und Dogaru entdeckt, und zwar die Theorie von Feldern ist äquivalent einer Theorie von Teilchen, sobald die Feldtheorie auf einem Zylinder kompaktifiziert wird.
Im Folgenden veranschaulichen wir, wie man auf die Äquivalenz kommt.
Wir beginnen mit der Wirkung
{\displaystyle S={\frac {1}{4\pi }}\int \limits _{\Sigma }d^{2}\sigma {\sqrt {g}}\,\left(g^{ab}\partial _{a}X\partial _{b}X+4\pi V(X)\right)}
und kompaktifizieren sie auf einem Zylinder mit Radius {\displaystyle r}, indem wir {\displaystyle \sigma _{1}\in [0,2\pi r],\sigma _{2}\equiv \tau \in [0,1]} wählen und {\displaystyle X} als
{\displaystyle X(\sigma _{1},\sigma _{2})=\sum _{n\in \mathbb {Z} }X_{n}(\sigma _{2})e^{\frac {in\sigma _{1}}{r}}}
entwickeln. Darüber hinaus schreiben wir den Metriktensor als
{\displaystyle g_{ab}={\begin{pmatrix}1&0\\0&T^{2}\end{pmatrix}}.}
Das Ergebnis der Kompaktifizierung, in erster Ordnung der Störungstheorie, ist eine eindimensionale Theorie, welche ein Teilchen {\displaystyle X_{0}} in einem Potential {\displaystyle V(X_{0})} und eine unendliche Reihe von freien massiven Teilchen (Kaluza-Klein Teilchen) enthält.
Die entsprechende Wirkung ist
{\displaystyle S(X_{0},X_{n})=\int \limits _{0}^{1}d\tau \,\left({\frac {r}{2T}}{\dot {X}}_{0}+V(X_{0})\right)+\sum _{n=1}^{+\infty }\int \limits _{0}^{1}d\tau \,\left\{{\frac {r}{T}}|{\dot {X_{n}}}|^{2}+m_{n}^{2}|X_{n}|^{2}\right\}}
In höheren Ordnungen tauchen Wechselwirkungen von {\displaystyle X_{0}} mit {\displaystyle X_{n}} auf.
Die Nützlichkeit dieser eindimensionaler Darstellung ist es, dass bestimmte Berechnungen wie z. B. Zustandssummen und Streuamplituden nun einfacher sind.

## Stringtheorie
In der Stringtheorie spricht man von kompaktifizierten oder aufgerollten Dimensionen. Damit ist gemeint, dass die topologische Struktur dieser Dimension ein Kreis ist, also eine {\displaystyle S^{1}}. Ein zweidimensionaler Raum mit einer kompakten Dimension wäre dann sozusagen ein unendlich langer Zylinder, mathematisch dargestellt als {\displaystyle \mathbb {R} \times S^{1}}. Ähnlich muss man sich in der (supersymmetrischen) Stringtheorie die Raumzeit als eine Art 10-dimensionalen Zylinder vorstellen, von der 6 Dimensionen wie ein Kreis sind.
Die mathematische Kompaktifizierung mit einem unendlich fernen Punkt suggeriert zwar, dass diese Dimension sehr groß sei. Die richtige Sichtweise ist aber, dass der Umfang einer solchen Dimension eher im Bereich der Plancklänge zu suchen ist. Wie bei der mathematischen Kompaktifizierung erreicht man nach Umlaufen der kompakten Dimension wieder denselben Punkt. Dieser mathematische Hintergrund führt zu der anschaulichen Sprechweise des Aufrollens der Dimensionen zu einem Kreis.